# Chrysler 300M
O 300M é um sedan luxuoso de porte grande da Chrysler. Possui motor 3.5 V6 24V, cambio automático de 4 marchas. Os freios são com discos ventilados nas 4 rodas e ABS.